# Majagua (Cuba)
Pour les articles homonymes, voir Majagua.
Majagua est une localité et une municipalité de Cuba dans la province de Ciego de Ávila.

## Géographie

### Situation
Majagua est à l'est du centre de l'île de Cuba, dans le sud-ouest de la province de Ciego de Ávila, à 395 km sud-est de La Havane et 28 km ouest de sa capitale de province Ciego de Ávila.

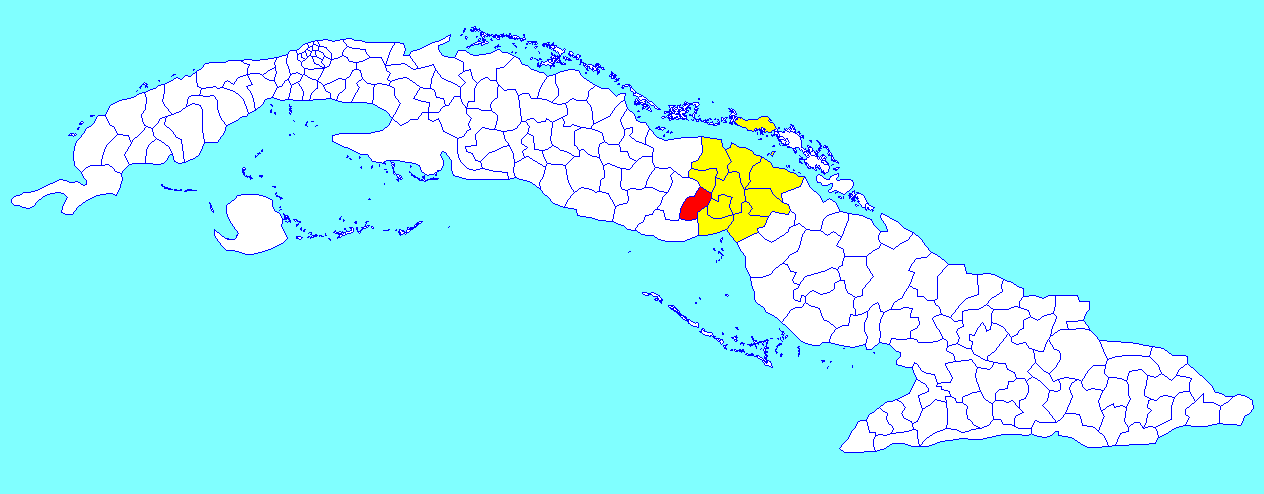
Municipalité de Majagua dans la province de Ciego de Ávila

### Divisions administratives
La municipalité comprend cinq consejos populares :
- Guayacanes
- Orlando González
- Limones Palmero
- Mamonal
- Majagua

## Population
En 2022, la population de la municipalité était estimée à 24 987 habitants ; pour une surface de 497,6 km2, la densité de population est de 50,21 habitants/km².

## Personnalités nées à Majagua
- Armando Martínez, boxeur, né en 1961